# Florian Vermeersch
Florian Vermeersch (Gand, 12 marzo 1999) è un ciclista su strada e ciclocrossista belga che corre per l'UAE Team Emirates XRG; è professionista dal 2020.

## Palmarès

### Strada
- 2019 (Lotto Soudal U23, nove vittorie)

1ª tappa Internationaal Beloften Weekend (Hulst, cronometro)
Campionati belgi, Prova in linea Under-23
2ª tappa Ronde van Oost-Vlaanderen (Ursel, cronometro)
Classifica generale Ronde van Oost-Vlaanderen
1ª tappa Tour de Moselle (Évrange > Boust)
2ª tappa, 1ª semitappa Tour de Moselle (Lommerange > Manom)
2ª tappa, 2ª semitappa Tour de Moselle (Audun-le-Tiche > Florange)
Classifica generale Tour de Moselle
Ronde van Midden-Brabant
- 2022 (Lotto-Soudal, una vittoria)

Antwerp Port Epic

#### Altri successi
- 2018 (Pauwels Sauzen-Vastgoedservice)

Grand Prix Belsele-Puivelde
- 2019 (Lotto Soudal U23)

Championnat Provincial Oost-Vlaanderen
Grand Prix Albert Fauville
Classifica giovani Tour de Moselle
Campionati belgi, Cronosquadre
- 2020 (Lotto Soudal U23)

Bruxelles-Zepperen
- 2021 (Lotto Soudal)

Classifica scalatori Tour de Wallonie

### Cross
- 2015-2016 (Juniores)

Knesselare
Flandriencross, 3ª prova Bpost Bank Trofee Junior (Hamme)
Grand Prix Eeklo Junior (Eeklo)
- 2016-2017 (Juniores)

Palm Cross Junior (Steenhuffel)
Zilvermeercross Junior (Mol)
Krawatencross, 8ª prova DVV Verzekeringen Trofee Junior (Lille)

### Gravel
- 2023

Serenissima Gravel

## Piazzamenti

### Grandi Giri
- Tour de France

2022: 107º
2023: 120º
- Vuelta a España

2021: 120º

### Classiche monumento
- Milano-Sanremo

2022: 125º
- Giro delle Fiandre

2020: ritirato
2021: ritirato
2022: 76º
2023: 12º
2025: 43º
- Parigi-Roubaix

2021: 2º
2022: ritirato
2023: 12º
2025: 5º
- Liegi-Bastogne-Liegi

2025: ritirato

### Competizioni mondiali
- Campionati del mondo su strada

Fiandre 2021 - Cronometro Under-23: 3º
Fiandre 2021 - In linea Under-23: 50º
- Campionati del mondo gravel

Veneto 2023 - Elite: 2º
Belgio 2024 - Elite: 2º
- Campionati del mondo di ciclocross

Heusden-Zolder 2016 - Junior: 33º
Bieles 2017 - Junior: 63º

### Competizioni europee
- Campionati europei su strada

Plouay 2020 - Cronometro Under-23: 13º
Plouay 2020 - In linea Under-23: 44º
Drenthe 2023 - In linea Elite: 77º
- Campionati europei gravel

Belgio 2023 - Elite: 5º
- Campionati europei di ciclocross

Huijbergen 2015 - Junior: 4º